# Procès de Jésus

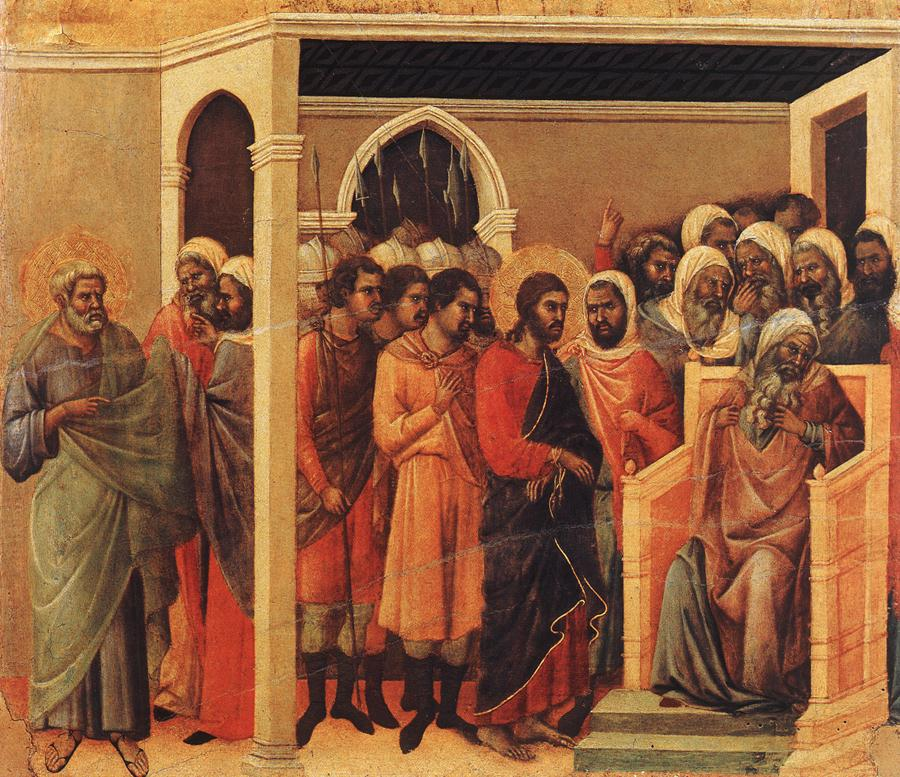
Le Christ devant Caïphe, par Duccio di Buoninsegna, cathédrale de Sienne.

Le procès de Jésus devant le Sanhédrin est l'une des scènes principales de la Passion du Christ. Dans le Nouveau Testament, elle se situe juste après l'arrestation de Jésus au jardin des Oliviers, à Jérusalem, et précède de peu sa comparution devant Ponce Pilate, préfet de la province romaine de Judée, pour le Jugement de Pilate et la crucifixion. C'est pendant ce procès qu'a lieu le reniement de Pierre.
Seuls les trois synoptiques contiennent cette péricope : le quatrième des Évangiles canoniques, celui de Jean, ne mentionne pas le Sanhédrin mais rapporte que Jésus a été traduit devant Anân, ancien grand prêtre du Temple de Jérusalem.
L'art chrétien a représenté cet épisode à de nombreuses reprises, souvent sous le titre Jésus devant Caïphe.

## Théologie et historicité
Le procès de Jésus, qui occupe une place essentielle dans la christologie, pose de multiples questions tant aux exégètes qu'aux historiens.
D'une part, les réponses et l'attitude de Jésus face à Caïphe et aux scribes du Sanhédrin contribuent à le définir en tant que Messie et « Fils de Dieu » selon la théologie chrétienne. D'autre part, cet épisode se trouve, avec ceux de Barabbas et de la malédiction du sang, à la racine de l'accusation de « déicide » portée par les chrétiens contre les juifs au long des siècles et de l'antijudaïsme qui en découle. Or il représente « vraisemblablement une reconstruction chrétienne », selon les termes de Daniel Marguerat. Le « procès juif » relaté par les synoptiques est « sans vraisemblance historique », remarque Simon Légasse.

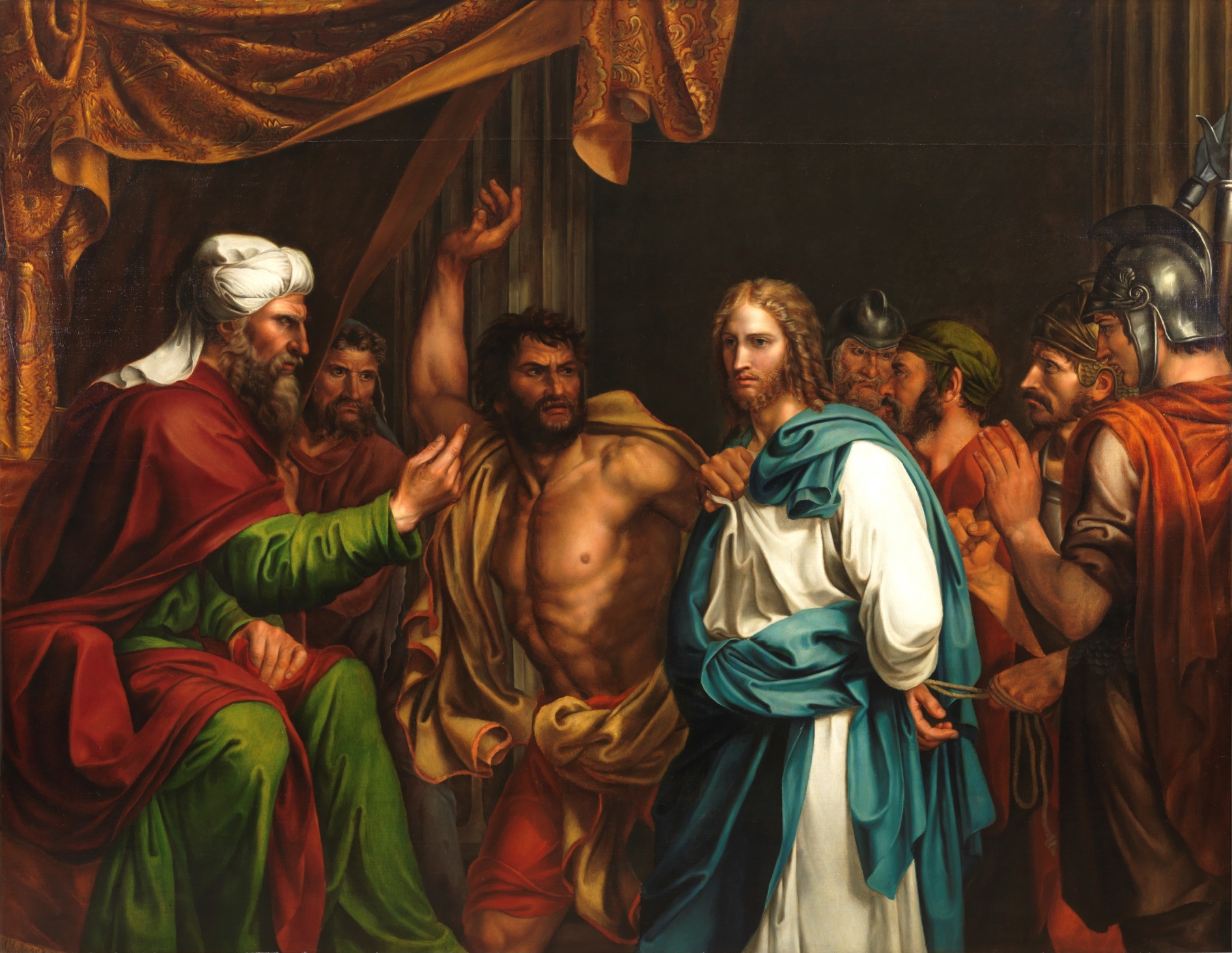
Le Christ devant Anân (Jn 18:22), par José de Madrazo, 1803.

En effet, à l'issue du procès, Jésus se voit condamné à mort pour blasphème, ce qui se heurte à une double impossibilité technique : les synoptiques décrivent le Sanhédrin se réunissant pour une séance de nuit, ce qui n'est pas plausible, et, par ailleurs, le Sanhédrin n'avait plus à cette époque le pouvoir de prononcer la peine capitale. Marie-Françoise Baslez note que « le déroulement des faits selon les synoptiques » obligerait à admettre une « exception en matière de crime religieux » qui se révèle « inconcevable », comme le prouve plus tard le débat autour de la lapidation de Jacques le Juste. Et de conclure : « Pilate est donc bien le seul qui avait les pouvoirs de condamner Jésus. »
L’Évangile selon Jean propose une version qui tient compte de cette impossibilité juridique : Jésus est déféré non pas devant le Sanhédrin mais devant le beau-père de Caïphe, Anân, lui-même ancien grand prêtre. À la différence des synoptiques, pour qui « la responsabilité de la mort de Jésus est collective et porte sur le Sanhédrin », le récit johannique incrimine surtout Anân.

## Les sources néotestamentaires
Le procès de Jésus est relaté en Mc 14, Mt 26-27, Lc 22-23 et Jn 18. Comme pour l'ensemble de la Passion du Christ, le déroulement des événements donne lieu à un compte rendu détaillé, quasiment  heure par heure. Or la narration des synoptiques  comporte un doublet : Jésus est convoqué de nuit chez le grand prêtre (Mc 14:64, Mt 26:66, Lc 22:54) puis, le lendemain, le Sanhédrin se réunit à nouveau (Mt 27:1, Lc 22:66 et 23:2) avant que Jésus soit transféré devant Ponce Pilate.

## Galerie

Comparution de Jésus devant le Sanhédrin- Albi Collégiale Saint-Salvi

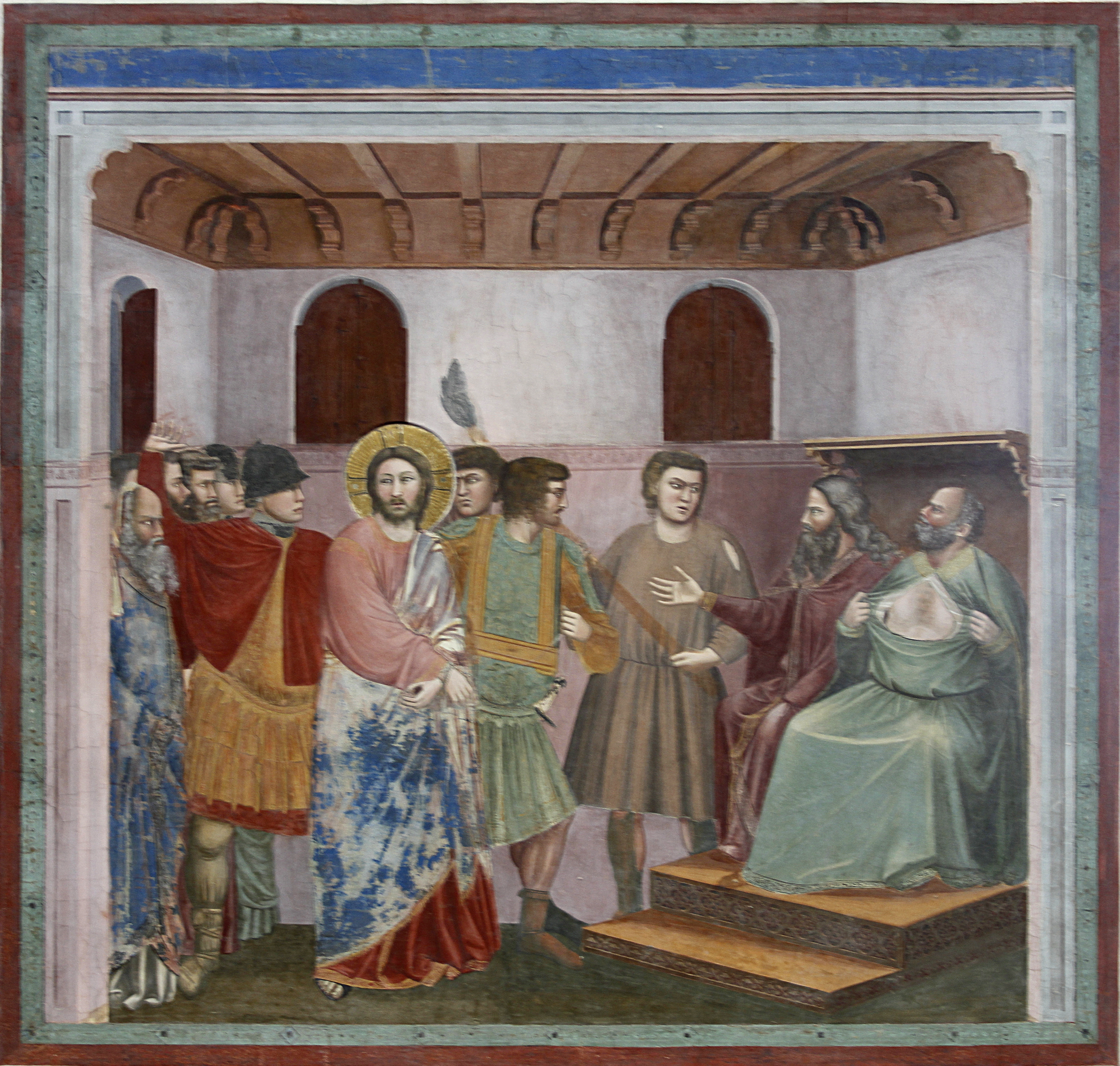
Le Christ devant Caïphe, par Giotto, fresque de l'église de l'Arena de Padoue
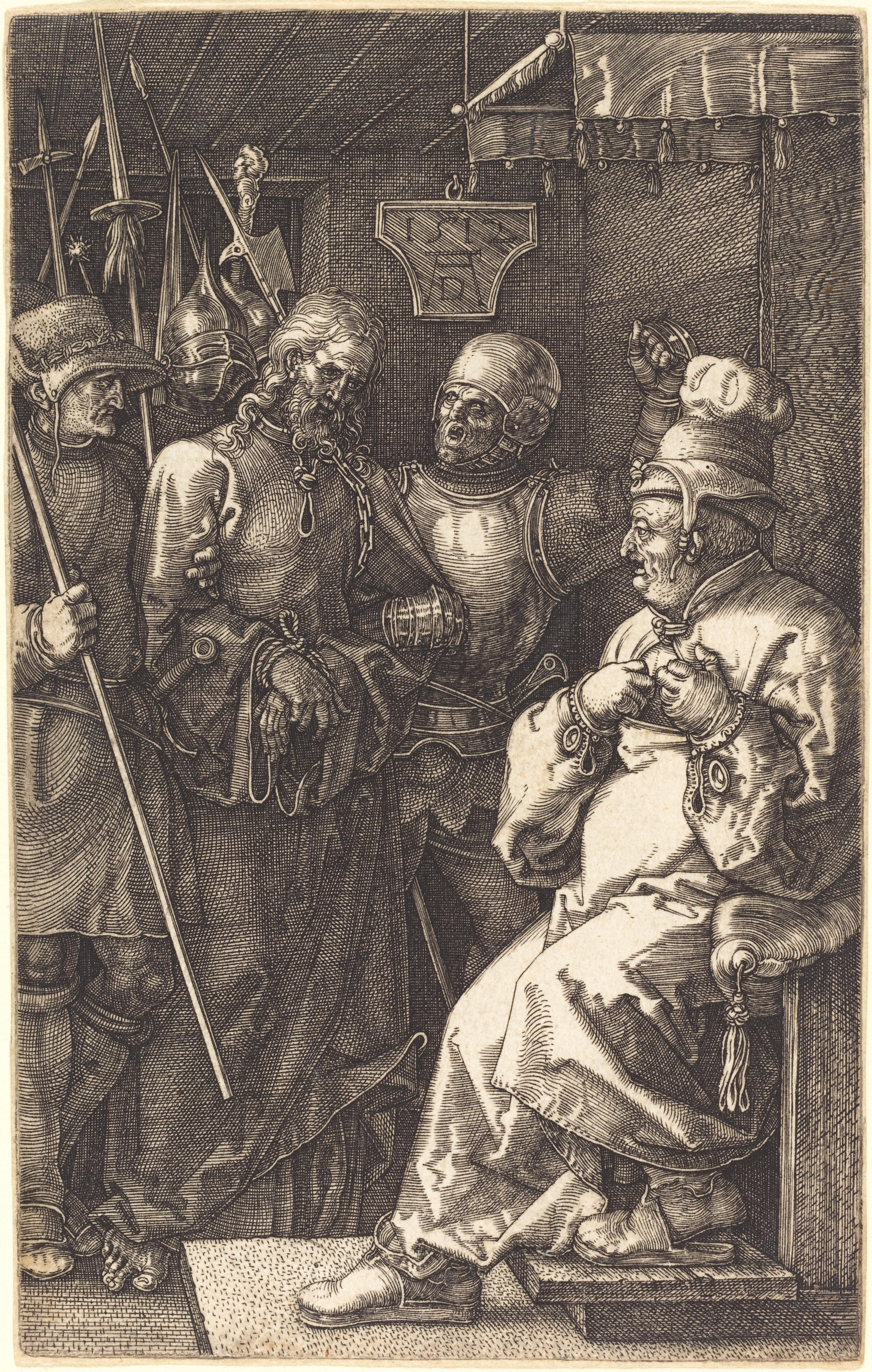
Le Christ devant Caïphe, par Albrecht Dürer
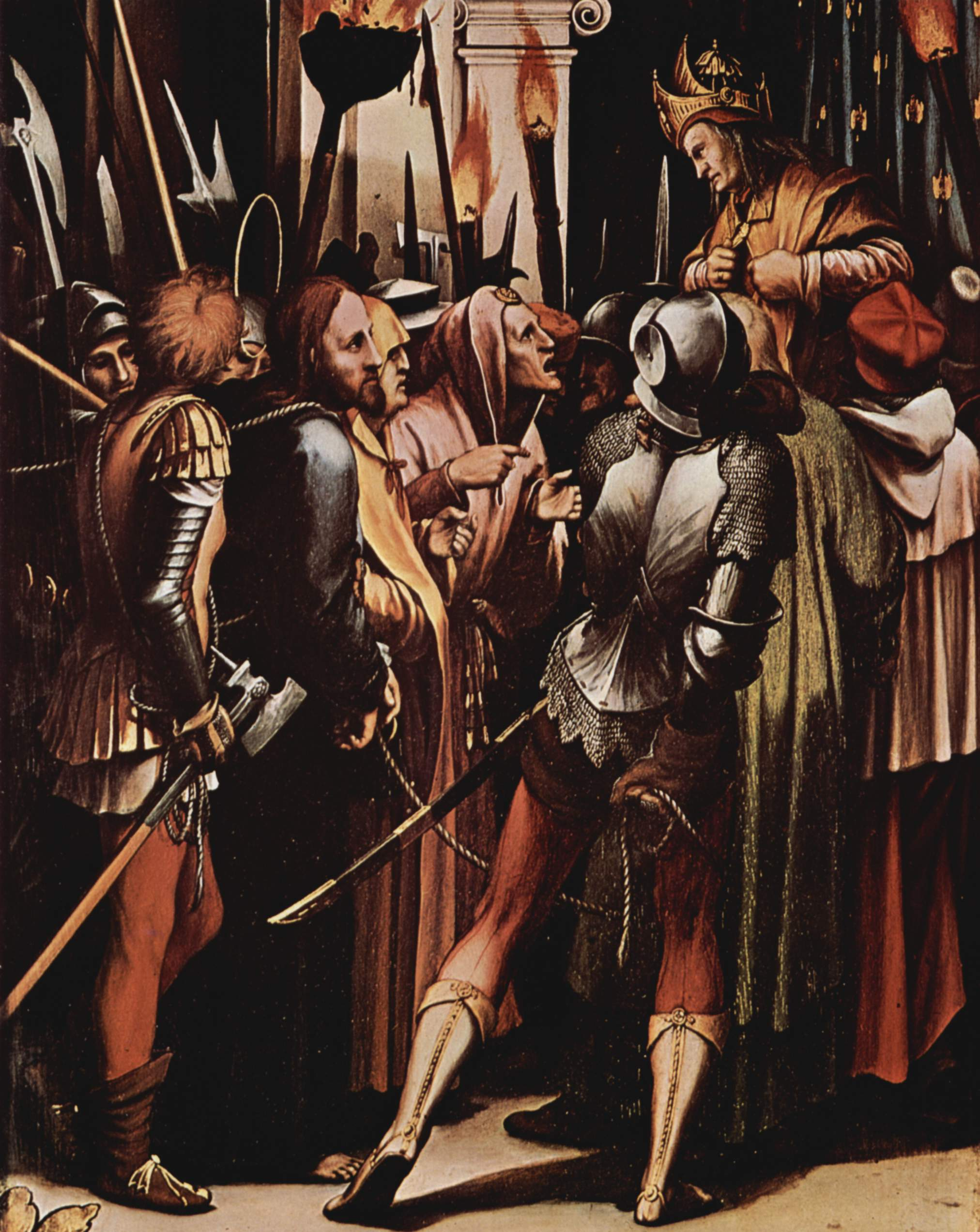
Le Christ devant Caïphe, par Hans Holbein le Jeune, v. 1523
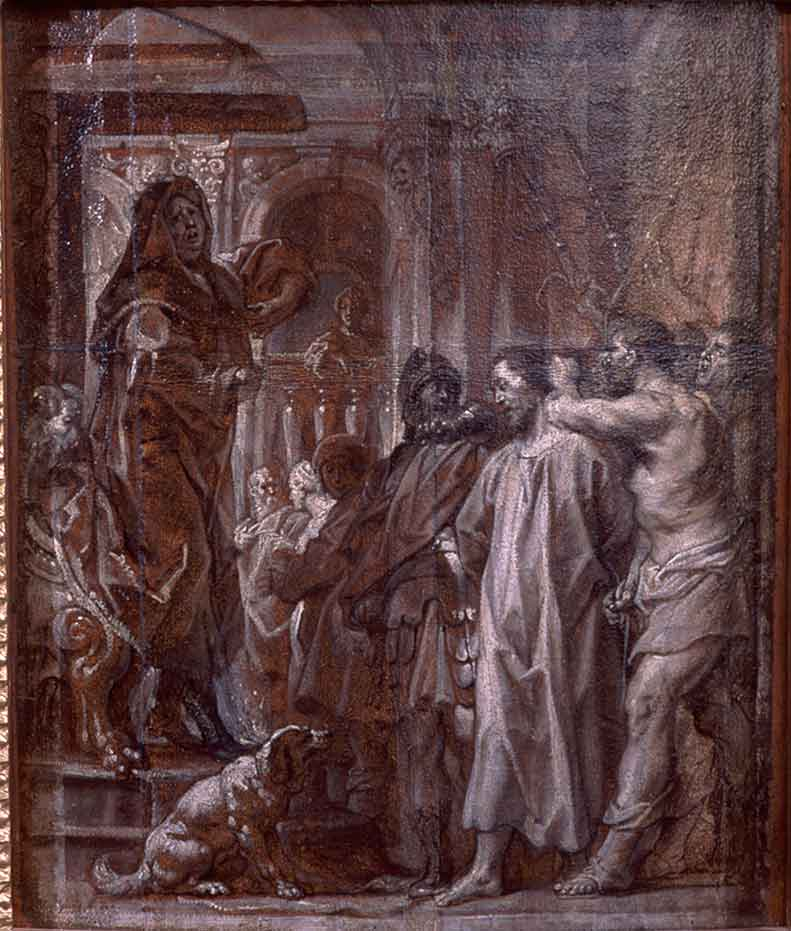
Le Christ devant Caïphe, par Abraham van Diepenbeeck
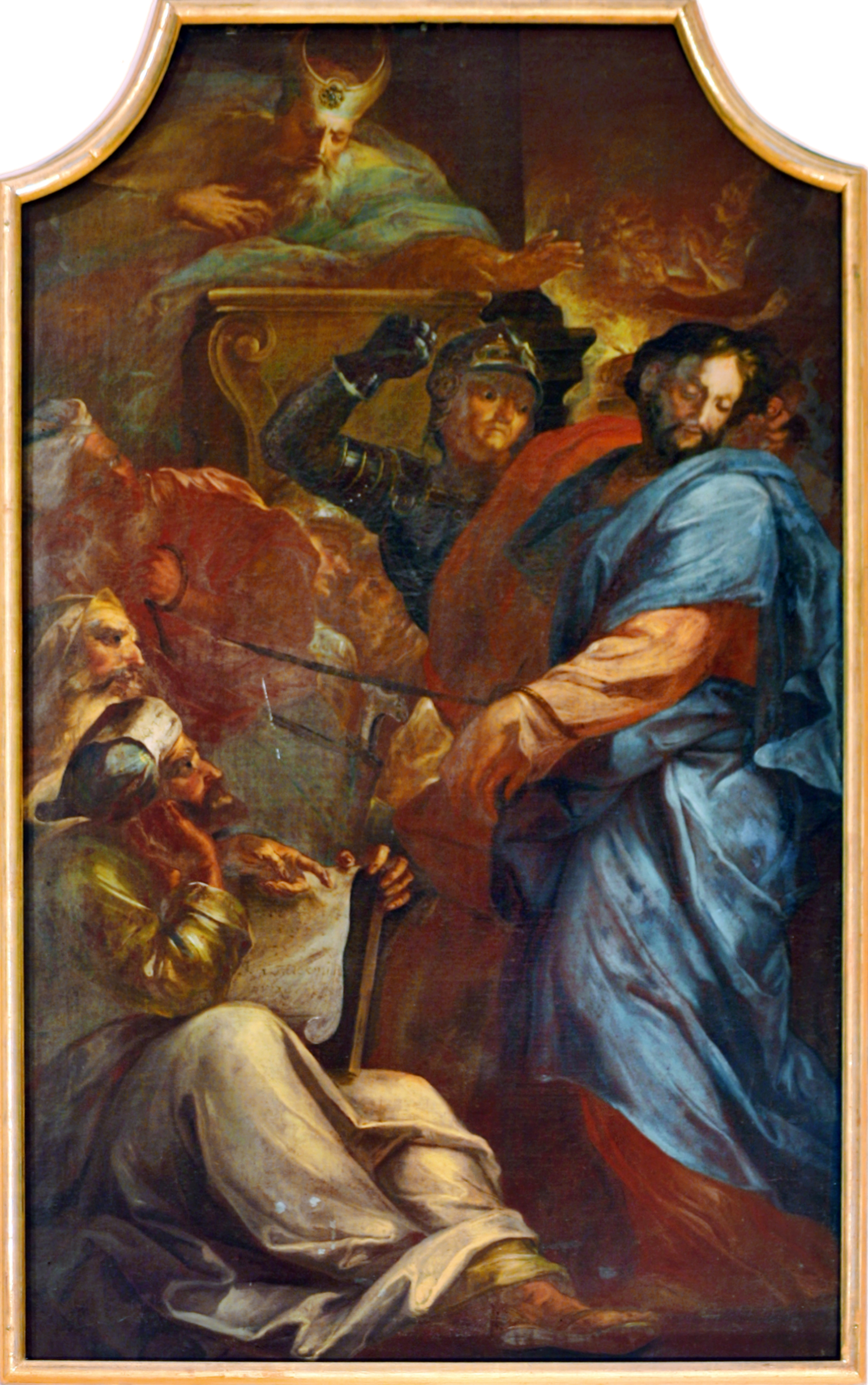
Le Procès de Jésus, par Johann Georg Bergmüller, 1713-1714
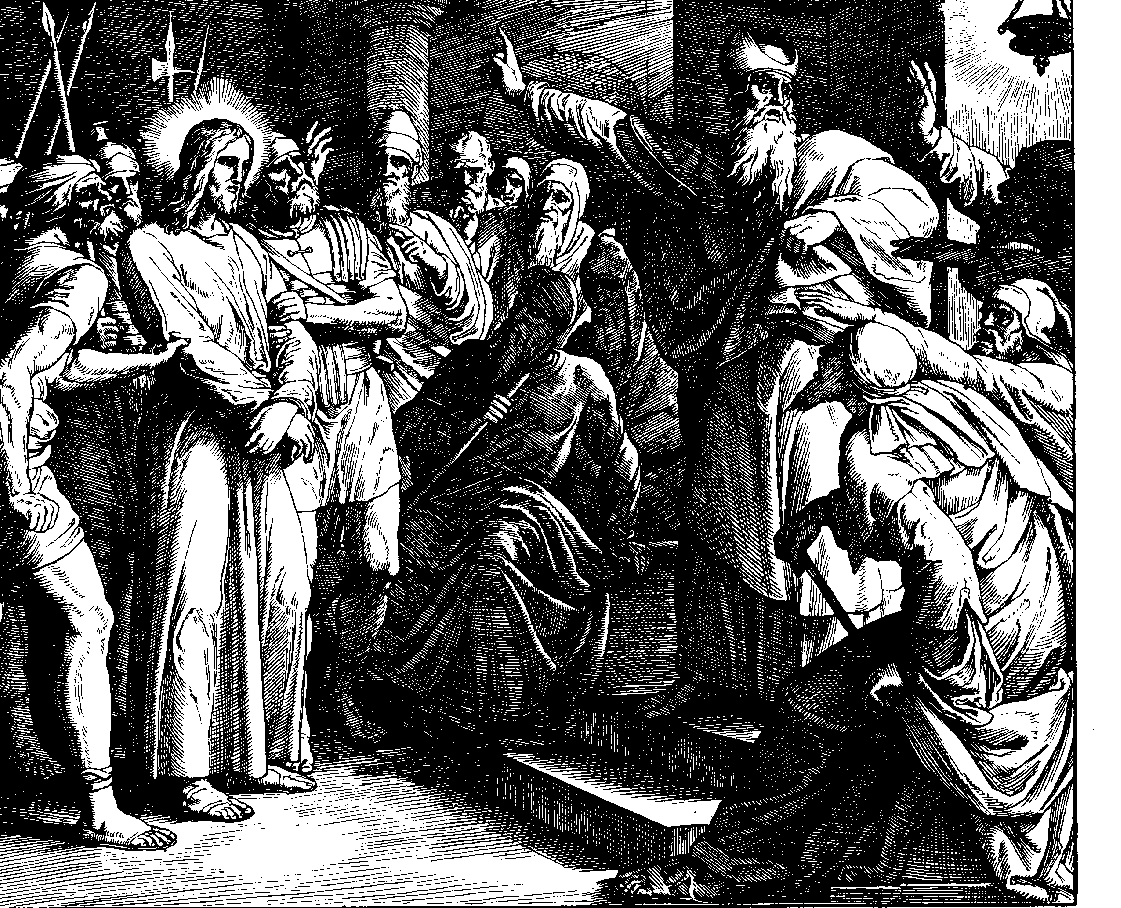
Le Procès de Jésus, par Julius Schnorr von Carolsfeld, 1860
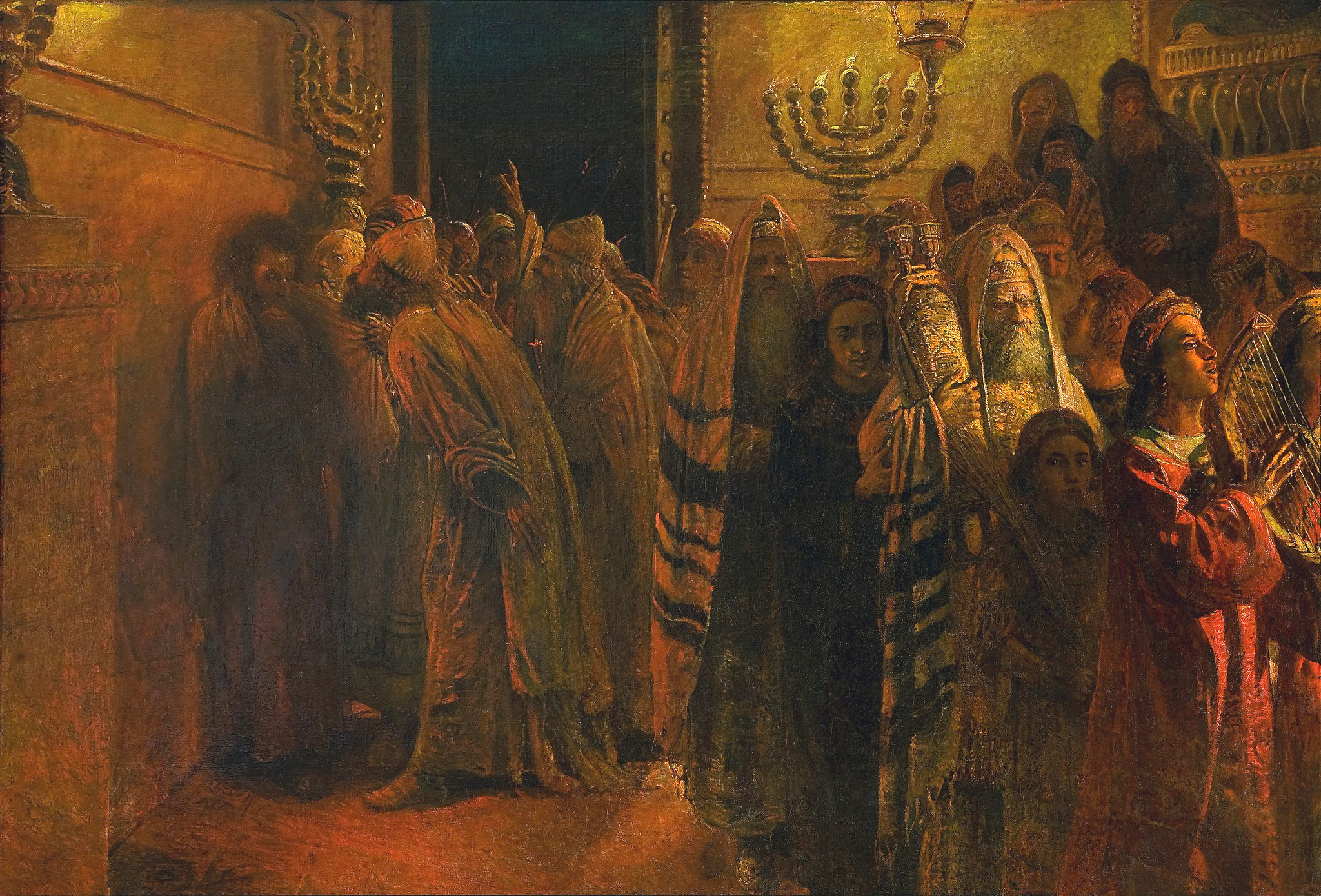
Le Procès du Sanhédrin : « Il est coupable ! », par Nikolaï Gay, 1892
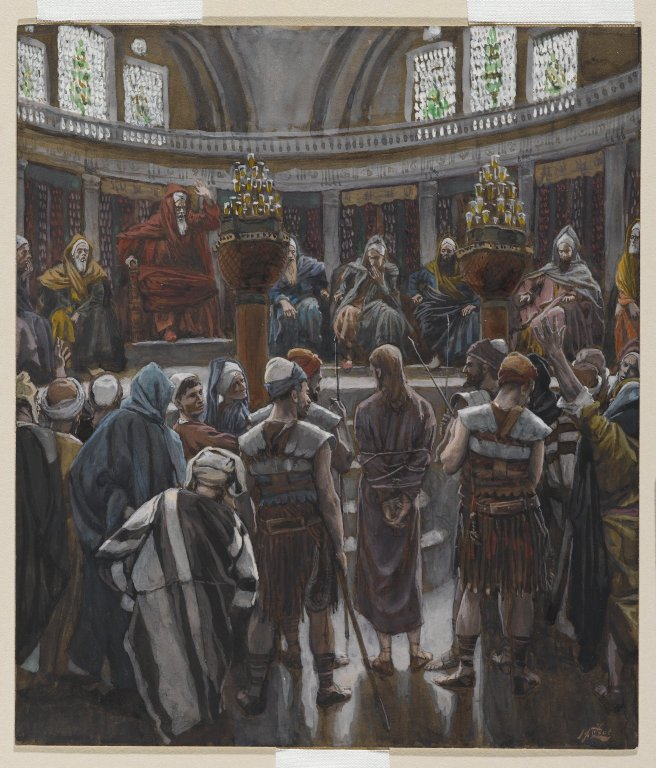
Le Jugement du matin [au Sanhédrin], par James Tissot